# ハイイロジュケイ

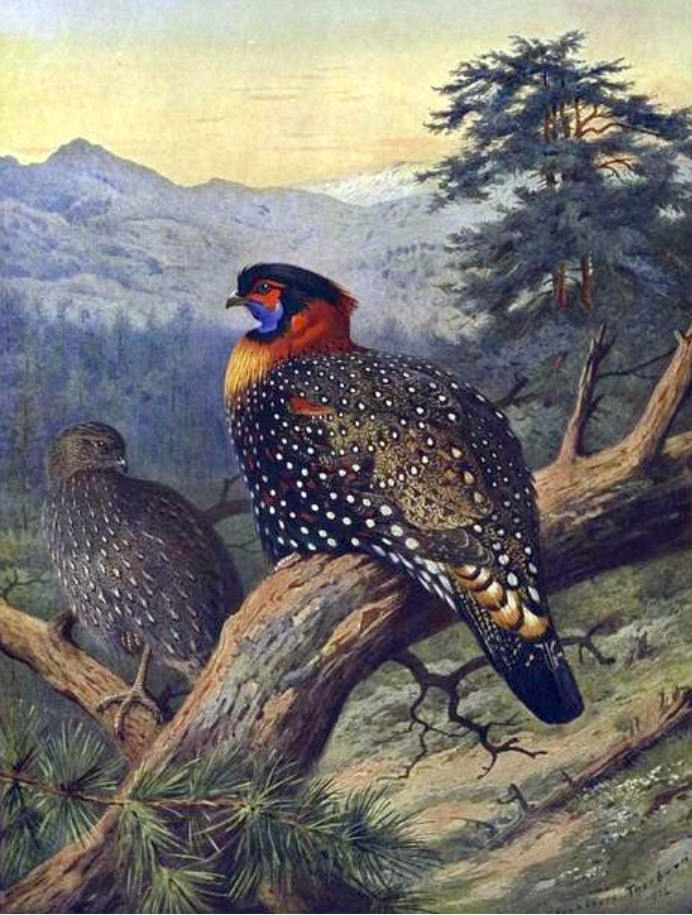
ウィリアム・ビービの著書"A monograph of the pheasants"の図版、(画)アーチボルド・ソーバーン

ハイイロジュケイ（灰色綬鶏、Tragopan melanocephalus）は、キジ目キジ科ジュケイ属に分類される鳥類。

## 分布
インド北部、パキスタン北部

## 形態
全長オス68.5-73cm、メス58-60cm。翼長オス25.5-29cm、メス22.5-25cm。体重オス1.8-2.1kg、メス1.3-1.4kg。
卵は長径6.3cm、短径4.2cm。卵を覆う殻は淡褐色や赤褐色で、暗褐色の斑紋が入る。
オスは頭部は黒が黒い羽毛で被われる。種小名melanocephalusは「黒い頭の」の意。後頸部は濃赤色や赤褐色、喉や胸部はオレンジ色の羽毛で被われる。背は淡灰褐色の羽毛で被われ、黒い虫食い状の斑紋や黒い縁取りのある白い斑点が点在する。胸部は黒い羽毛で被われ、白や赤の斑点が点在する。眼の周辺に羽毛がなく赤や明褐色の皮膚が露出し青緑色の斑紋が入る。喉に青紫色の肉垂れがあり、肉垂の外縁はピンク色。メスは全身が灰褐色の羽毛で被われ、体下面を覆う羽毛には羽軸に沿って白い斑紋（軸斑）が入る。

## 生態
標高2,400-3,600mにある森林に生息する。冬季になると標高1,200m周辺に移動する。
食性は雑食で、植物の若葉、根、花、果実、種子、昆虫、クモなどを食べる。
繁殖形態は卵生。地表から3mにある樹上に木の枝や草を組み合わせた巣を作り、1回に3-6個の卵を産む。抱卵期間は28日。

## 人間との関係
開発や放牧による生息地の破壊、狩猟などにより生息数は減少している。

## 画像

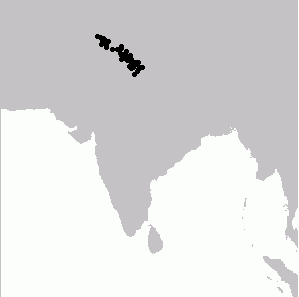
分布